# David Lama

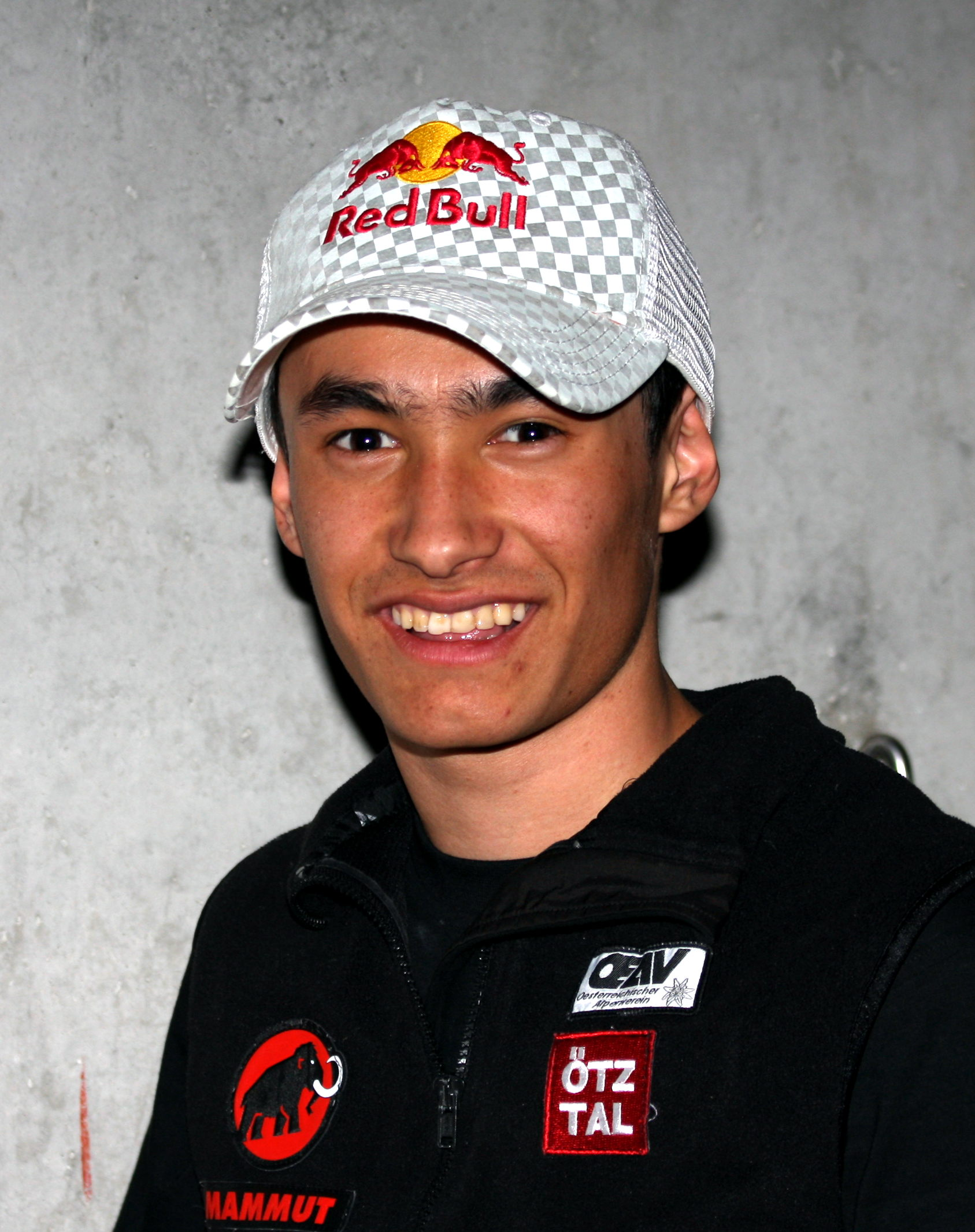

David Lama (4 augustus 1990 - 16 april 2019) was een Nepalees-Oostenrijks klimmer.
Hij was de zoon van Rinzi Lama, een Nepalese sherpa, en een Oostenrijkse moeder en groeide op in Innsbruck. Zijn klimtalent werd al op vijfjarige leeftijd opgemerkt door klimmer Peter Habeler, die zijn mentor werd. Hij begon mee te doen aan sportklimwedstrijden en klom als negenjarige al een muur met moeilijkheidsgraad 8a. Hij werd wereldkampioen bij de junioren en won de wereldbeker zowel in de discipline boulder als lead. Van muurklimmen verlegde hij zijn aandacht naar het klimmen in het hooggebergte. Hij kwam om het leven in een lawine bij de beklimming van de oostwand van de Howse Peak in Banff National Park (Canada), samen met klimmers Hansjörg Auer en Jess Roskelley.
Hij ontving in 2013 de prijs Piolet d'Or. Hij beklom verschillende routes als eerste:
- De Compressor-route op de Cerro Torre in Patagonië in 2013;
- De Westpijler van de Lunag Ri in Nepal in 2018.